# Gare de La Mure
Gare de La Mure vasútállomás Franciaországban, La Mure településen.

## Vasútvonalak
Az állomást az alábbi vasútvonalak érintik:
- Chemin de Fer de La Mure

## Kapcsolódó állomások
A vasútállomáshoz az alábbi állomások vannak a legközelebb: